# Pintuyan
Pintuyan is een gemeente in de Filipijnse provincie Southern Leyte op het eiland Panaon. Bij de laatste census in 2007 had de gemeente bijna 10 duizend inwoners.

## Geografie

### Bestuurlijke indeling
Pintuyan is onderverdeeld in de volgende 23 barangays:
| - Badiang - Balongbalong - Buenavista - Bulawan - Canlawis - Catbawan - Caubang - Cogon - Dan-an - Lobo - Mainit - Manglit | - Nueva Estrella Norte - Nueva Estrella Sur - Poblacion Ibabao - Poblacion Ubos - Pociano D. Equipilag - Ponod - San Roque - Santa Cruz - Son-ok I - Son-ok II - Tautag |

## Demografie
Pintuyan had bij de census van 2007 een inwoneraantal van 9.911 mensen. Dit zijn 344 mensen (3,6%) meer dan bij de vorige census van 2000. De gemiddelde jaarlijkse groei komt daarmee uit op 0,49%, hetgeen lager is dan het landelijk jaarlijks gemiddelde over deze periode (2,04%). Vergeleken met de census van 1995 is het aantal mensen met 1.523 (18,2%) toegenomen.

De bevolkingsdichtheid van Pintuyan was ten tijde van de laatste census, met 9.911 inwoners op 36,98 km², 268 mensen per km².